# Alairac
Alairac é uma comuna francesa na região administrativa de Occitânia, no departamento de Aude. Estende-se por uma área de 16,37 km². Em 2010 a comuna tinha 1 353 habitantes (densidade: 82,7 hab./km²).